# 이반 자이체브
이반 자이체브(이탈리아어: Ivan Zaytsev, 1988년 10월 2일~)는 이탈리아의 배구 선수로 포지션은 아포짓이다. 이탈리아 리그 우승 4회, 코파 이탈리아 우승 1회, 수페르코파 이탈리아나 우승 3회, CEV 컵 우승 1회를 달성했다.
국제 대회에서 이탈리아 배구 국가대표팀의 일원으로 활약했으며, 올림픽에 3번(2012년, 2016년, 2020년) 참가하였으며, 2016년 올림픽에서 은메달, 2012년 올림픽에서 동메달을 획득했다.